# Gôh
Gôh (antigament Fromager) és una de les trenta-una regions de Costa d'Ivori. La ciutat de Gagnoa n'és la seva capital. Gôh forma part del Districte Gôh-Djiboua juntament amb la regió de Lô-Djiboua. Gôh va adquirir el seu nom actual després de la nova subdivisió administrativa del país feta el setembre de 2011. Té una superfície de 6.900 km² i segons el pre-cens de 2015 té 876.117 habitants.

## Situació geogràfica i regions veïnes
Gôh està situada al centre-sud de Costa d'Ivori. Limita amb les regions de Nawa, a l'oest, de l'Alt Sassandra i de Marahoué, al nord; de Moronou i d'Agneby-Tiassa, a l'est; i la de Lôh-Djiboua, al sud. Amb aquesta última conforma el districte de Gôh-Djiboua.
La seva capital, Gagnoa, està situada a 140 km al sud-oest de Yamoussoukro, la capital del país, amb la qual està unida a través de la carretera A4.
El Riu Bandama està situat al límit oriental de la regió.

## Demografia
El 2015 la regió de Gôh té 876.117 habitants.

## Subdivisió administrativa
La regió de Gôh té els següents departaments i municipis:
- Departament de Gagnoa - 602.097 habitants.
  - Guibéroua - 64.284 h.
  - Ouragahio - 36.364 h.
  - Gnagbodougnoa - 9.981 h.
  - Dignago - 32.387 h.
  - Bayota - 54.125 h.
  - Doubé
  - Galebouo
  - Serihio
- Departament d'Oumé - 274.020 habitants.
  - Guepahouo - 33.798 h.
  - Tonla - 37.205 h.
  - Diégonéfla - 75.167 h.

## Economia
El sector primari és el més destacat de l'economia de Gôh, sobretot el cultiu de cacau i la silvicultura.

## Infraestructures i transports
Les carreteres més importants de Gôh són la A4, la A5 (que uneix Gagnoa amb Daloa al nord i amb Sassandra, a la costa) i la A2, que uneix la capital de Gôh amb Agboville, a l'est).
A prop de la capital hi ha l'aeroport de Gagnoa (GGN).

## Personatge notables
L'antic president de Costa d'Ivori, Laurent Gbagbo, era originari de la regió de Gôh.